# Antonín Pankrác z Gallasu
Antonín Pankrác, hrabě z Gallasu (německy Anton Pancratius, Graf von Gallas, 1638 – 27. června 1695 Vídeň) byl český šlechtic z rodu Gallasů a zakladatelem slezské větve rodu. V armádě dosáhl hodnosti plukovníka. 

## Život a kariéra
Byl synem známého vojevůdce Matyáše, hraběte z Gallasu. Stejně jako jeho starší bratr, František Ferdinand, však nedosáhl ani zdaleka otcova věhlasu. 
Spolu s bratrem ztratil otce v nízkém věku, bylo mu teprve 9 let, a o výchovu bratrů se po více než dva roky starala matka, než se v roce 1650 podruhé provdala za knížete Ferdinanda Jana z Lichtenštejna (1622–1666). Poté byli za poručníky mladých hrabat určen Václav Jan, hrabě Michna z Vacínova (1609–1667) a Štěpán, rytíř Rathmüller z Rathmüllu († 1652). 
V letech 1657-1659 oba bratři absolvovali kavalírskou cestu do Francie a zemí dnešního Beneluxu. Otcových statků a vojenských pluků se bratři ujali po návratu z cesty. V roce 1661 si rozdělili české statky. Antonín Pankrác se stal skutečným komorníkem bavorského kurfiřta a plukovníkem-majitelem v císařském vojsku. Vlastnictví dragounského jízdního pluku po otci ho však, spolu s nezřízeným životem a touhou po reprezentaci, finančně vyčerpalo, takže své české statky prodal. Musel se zříci i svého vojenského pluku, který císař v rámci vojenské reformy nechal zrušit. Odešel pak do Slezska a usadil se na synových statcích v Kladsku. S rodinou svého bratra však zůstal v pravidelném kontaktu.

## Majetkové poměry
Bratři si po převzetí otcovského dědictví rozdělili podle otcovi závěti jeho pluky, závěť ale zřejmě nedodrželi v tom, že budou panství v Čechách i v Tridentsku držet v nedílu. Panství v Tridentsku prodali hraběti Guiodobaldovi, kardinálu z Thun-Hohensteinu, knížeti-arcibiskupovi salcburskému a knížeti-biskupovi řezenskému (16. prosince 1616 – 1. června 1668). Ačkoli statky byly v roce 1662 oceněny na 114 957 zlatých, prodejní cena o pět let později činila pouze 70 600 zl., které si oba bratři mezi sebou rozdělili. České statky, na kterých hospodařili si bratři rozdělili rovněž. Antonín Pankrác vlastnil postupně s bratrem i sám tyto statky:

### Panství a majetek v Království českém
- Panství Frýdlant (1659–1661 s bratrem; 1674 prodáno bratrovi)
- Panství Smiřice (1659–1661 s bratrem; prodáno 1685)
- Panství Liberec (1659–1661 s bratrem), bratrův podíl
- Panství Hořiněves (1659–1661 s bratrem), bratrův podíl
- Dům na Novém Městě pražském

### Panství a majetek v Tridentském biskupství
Tridentské statky držel Antonín Pankrác spolu s bratrem ve formě ideálního podílu
- Polovina paláce Gallasů v Trentu (dnešní Thunovský palác) – prodán 1667
- Polovina panství Torre Franca (Freyenthurn) – prodáno 1667
- Polovina panství Matarello – prodáno 1667

Dne 19. března 1674 prodal Antonín Pankrác bratrovi svůj sídelní Frýdlant i s panstvím za 390 000 zl., v roce 1685 prodal za 353 000 zlatých také panství Smiřice hraběnce Isabelle Magdaleně z Porcia († 1686), vdově po Janu Norbertovi, hraběti ze Šternberka († 1678). Nemohlo ho to však uchránit od bankrotu, při reformě císařské armády byl pluk "Anton Gallas" zrušen a roku 1689 vyhlásil císař Leopold I. nad Gallasem tříleté moratorium pro všechny věřitele, které předznamenávalo exekuci, k níž nejspíš skutečně došlo.

## Rodina
Antonín Pankrác byl mladším synem Matyáše Gallase a jeho druhé ženy, hraběnky Doroty Anny z Lodronu (1619 – 23. května 1666, Moravský Krumlov). Oženil se se severoitalskou hraběnkou Annou Viktorií z Arco, příbuznou první ženy svého otce. Z jejich manželství vzešli nejméně tři potomci:
- Dorota Viktorie (1662 – asi červenec 1695), zemřela neprovdaná[1]
- Kateřina (asi 1664 – 7. prosince 1732, Praha) , zemřela neprovdaná[1]
- Filip František z Gallasu – pokračovatel slezsko-kladské větve rodu

## Pánem na Frýdlantě
Během své krátké držby nejvýznamnějšího rodového panství propustil Antonín Pankrác roku 1662 tamní leníky z poddanosti vůči sobě a jejich majetek převedl v dědičná léna, rovnající se prakticky alodu, jen s povinností ročního lenního poplatku. Císař to potvrdil a frýdlantská léna byla nadále vedena v Zemských deskách společně se svobodnými statky. 12. srpna 1671 byl konečně dovršen spor vrchnosti s frýdlantskými měšťany o právo várečné, táhnoucí se už od dob Kateřiny z Redernu. Měšťané své právo definitivně ztratili, výměnou za nová privilegia pro město.

## Zajímavost
Antonín Pankrác nechal na vnější straně frýdlantské zámecké věže znázornit erby svůj a své matky, Doroty Anny z Lodronu, spolu s latinským nápisem. Vše se dodnes dochovalo.